# Guarneri Primrose
La Guarneri Primrose (ex Lord Harringhton) è una viola costruita da Andrea Guarneri nel 1697, un anno prima della sua morte. Ultima viola costruita dal liutaio, è una delle più note e pregiate viole mai costruite.

## Storia
Parte della collezione di Joseph Gillot all'inizio dell'Ottocento, fu venduta all'asta da Christie's nel 1872 a Charles Windham Stanhope, conte di Harringhton. Negli anni Venti del Novecento è stata acquistata dagli Hill, che la rivendettero al collezionista cileno Antonio Antoncich. In seguito fu acquistata da Wurlitzer, che la vendette a Primrose nel 1955. Lo strumento, acquistato da un acquirente anonimo dopo la morte del violista, è stato venduto all'asta da Tarisio Auctions nel 2012 per oltre quattro milioni di dollari, la più alta cifra fino ad allora per una viola.

## Caratteristiche
La viola è stata realizzata in taglia di contralto. Il fondo dello strumento è un unico pezzo di acero dalla venatura marcata e con alcuni nodi nella parte superiore. Il fondo ha due ali aggiunte dallo stesso Guarneri. Le fasce hanno una marezzatura mediamente pronunciata, mentre la tavola in abete è in due pezzi dalla venatura abbastanza larga nella zona centrale, che si infittisce verso i bordi. Il riccio, originale, ha una intensa marezzatura. La vernice è originale ed è di colore arancio dorato. Le ƒƒ mostrano il disegno del figlio di Andrea, Giuseppe, diritto ma non rigido, con i fori ben arrotondati.
Il riccio è molto elegante e ben intagliato, e si diparte da un cavigliere molto solido e massiccio. Come altre viole della scuola cremonese, il cavigliere non è raccordato in maniera liscia ma forma un gradino rispetto al manico. L'etichetta originale è ben conservata, eccettuate le ultime cifre dell'anno, un po' sbiadite (ma che anche ai raggi ultravioletti sembrano essere 9 e 7). L'anno è stato oggetto di discussione, essendo datata 1694 nei certificati dagli Hill e da Wurlitzer, mentre gli stessi Hill riportano successivamente come anno il 1697 nel loro libro sulla famiglia Guarneri, e su tale data concordano altre successive pubblicazioni, come la monografia sullo strumento pubblicata da Robert Bein nel 1983.
La qualità sonora dello strumento e il volume sono eccellenti, testimoniati anche dai concerti e dalle numerose registrazioni eseguite da Primrose. Nella sua autobigrafia A Walk on the North Side, Primrose osserva come il suono delle viole Guarneri, come quelle Stradivari, fosse più da mezzosoprano, che lui preferiva rispetto alla sonorità più profonda da contralto delle Gasparo da Salò.